# Batalla de Atenquique
La Batalla de Atenquique tuvo lugar el 2 de julio de 1858 en las inmediaciones de la Barranca de Atenquique del Nevado de Colima en el estado de Jalisco, México, entre elementos del ejército liberal, al mando del general Santos Degollado y tropas conservadoras comandadas por el general Miguel Miramón durante la Guerra de Reforma. La batalla causó importantes pérdidas para ambos bandos y su resultado fue para algunas personas indeciso, aunque la mayoría de los historiadores lo califica como un triunfo con clara ventaja para los conservadores, ya que obtuvieron como resultado el control del estado de Jalisco. Es por ello que se considera una victoria conservadora y a partir de entonces se empezó a conocer a Santos Degollado como el Héroe de las Derrotas, por sus constantes fracasos.
- Datos: Q5722207